# Кримтролейбус
Кримтролейбус — найбільше транспортне підприємство в Криму, яке здійснює[досі?] пасажирські перевезення тролейбусним транспортом в таких містах як Сімферополь, Алушта, Ялта. У цих містах підприємство утримує три тролейбусних парка.
До 1 січня 2015 року підприємство працювало як «Кримське республіканське виробниче підприємство „Кримтролейбус“» (КРВП «Кримтролейбус»), а після цього воно іменується як «Державне унітарне підприємство Республіки Крим „Кримтролейбус“» (ДУП РК «Кримтролейбус»).

## Історія

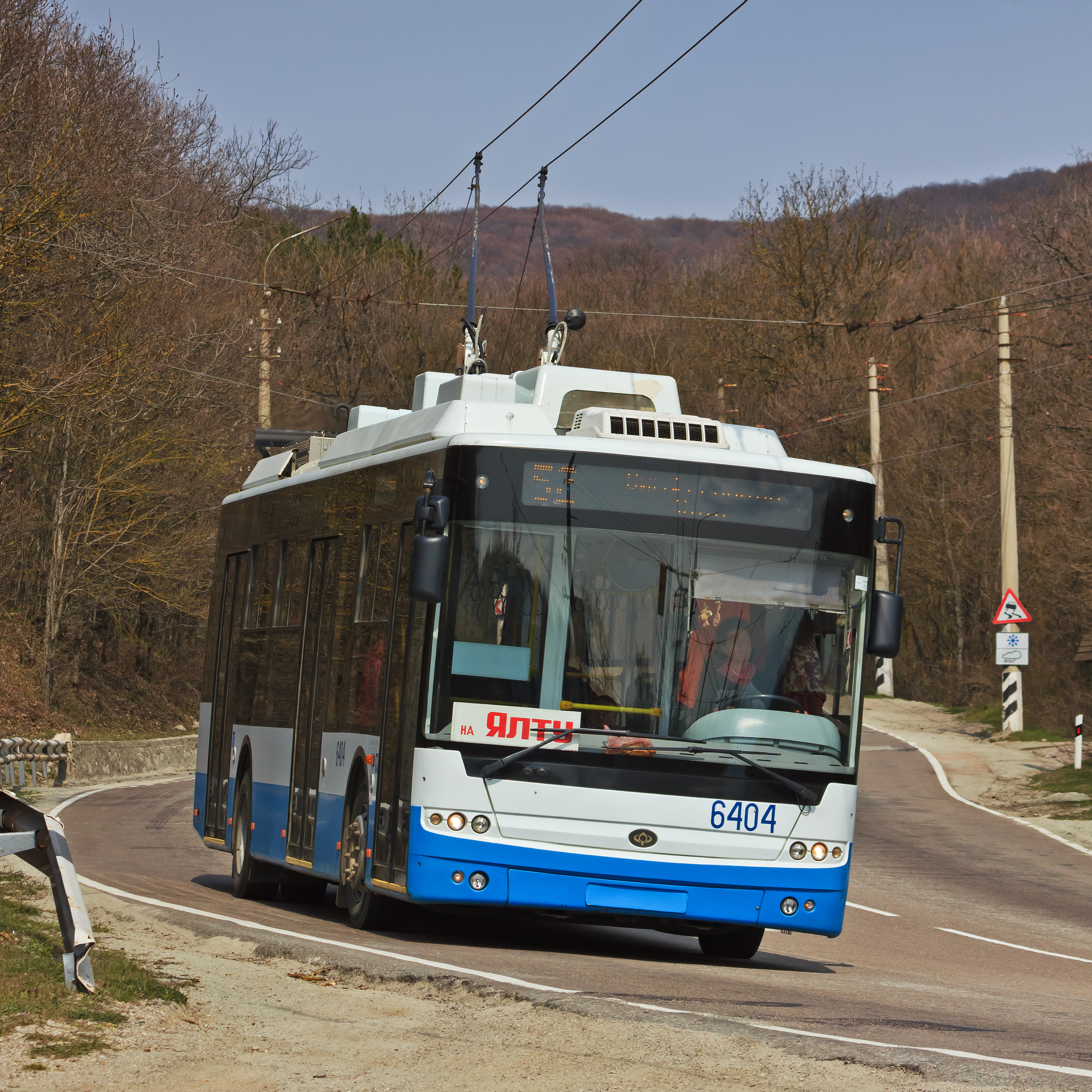
Тролейбус Богдан Т701 на шляху із Сімферополя до Ялти

Підприємство «Кримтролейбус» було створено рішенням Кримського облвиконкому № 337 від 9 травня 1959 року задля обслуговування тролейбусів на найдовшій подібній мережі у світі[джерело?]  – трасі Сімферополь–Алушта–Ялта.
З 1977 року в адміністративній будівлі «Кримтролейбуса» працює «Музей історії трамвая та тролейбуса».
Станом на 2010 рік «Кримтролейбус» мав 287 тролейбусів, середній вік яких складав – 25,7 років. Цей показник дозволив занести «Кримтролейбус» до Книги рекордів Гіннеса як підприємство з найстарішим технічним парком тролейбусів у світі.
У 2012 році підприємство встановило пам'ятник тролейбусу Škoda 9Tr, який за 40 років експлуатації перевіз понад 20 млн осіб.
1 січня 2015 року КРВП «Кримтролейбус» було перейменовано у ДУП РК «Кримтролейбус».
29 грудня 2017 року так звана «Рада міністрів» «Республіки Крим» вирішила реорганізувати підприємство та передати його в управління «Кримавтотрансу». Однак, вже за два місяця це рішення було скасовано. «Голова» «Ради міністрів» «Республіки Крим» Сергій Аксьонов пояснив це рішення відсутністю економічного обґрунтування зі сторони міністерства транспорту.

## Фінансові показники
Дотації підприємству з боку бюджету Криму у 2002 році склали 2 000 000 ₴, український бюджет профінансував «Кримтролейбуса» на суму 7 400 000 ₴.
За 2003 рік витрати «Кримтролейбуса» склали 28 700 000 ₴, а доходи – 27 900 000 ₴.
Витрати «Кримтролейбуса» за 2008 рік складали вже 1 000 000 ₴. За дев'ять місяців 2009 роки ця сума зросла до 11 млн гривень. Такі показники стали наслідком невиділення бюджетом компенсацій витрат з перевезення пільгових категорій громадян (пільговики, на той час, складали більше 60% від усього пасажирообігу) та відшкодування різниці в тарифах у зв'язку з їх регулюванням. В цій ситуації керівництво ініціювало процедуру банкрутства.
Заборгованість держбюджету перед «Крымтроллейбусом» у 2009 році складала 13 000 000 ₴. Сума боргу підприємства перед кредиторами на 2010 рік становила майже 9 000 000 ₴, причому 80% від цієї суми були боргом пенсійного фонду перед «Кримтролейбусом».
У 2013 році бюджет заборгував «Кримтролейбусу» 12 200 000 ₴ за компенсацію перевезення пільговиків.
Витрати за 2016 рік склали 19 000 000 ₽.
За 2018 рік річні доходи підприємства склали 285 000 000 ₽.

## Закупівлі тролейбусів
На закупівлю нових тролейбусів у 2008 році держбюджет України виділів субвенцію у розмірі 9 800 000 ₴.
У 2009 році «Кримтролейбус» купив Богдан Т60111 за 1 400 000 ₴.
Влітку 2010 року було заявлено про намір закупити 100 тролейбусів корпорації «Богдан» за 400 000 000 ₴. Вже у жовтні «Богдан» отримав контракт на постачання 61 тролейбуса на суму 142 000 000 ₴, які надало Міністерство житлово-комунального господарства Криму. За іншими даним ці кошти були видалені зі стабілізаційного фонду державного бюджету України. Нові машини були поставлені в березні 2011 року.

## Майно

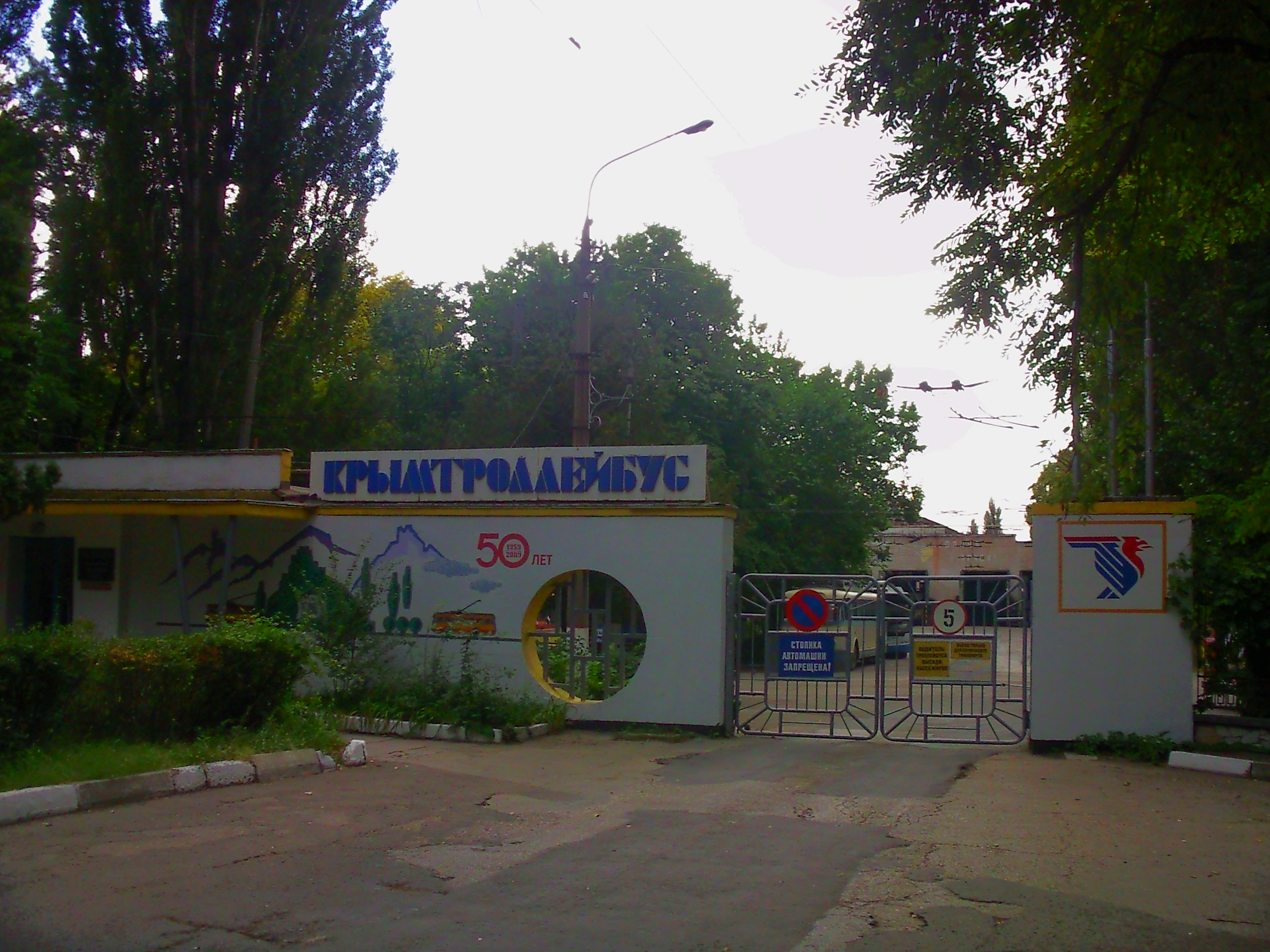
Сімферопольський тролейбусний парк №1

### Діюче[досі?]
- Сімферопольський тролейбусний парк №1 (Сімферополь, вул. Київська, 78)
- Алуштинський тролейбусний парк (Алушта, Сімферопольське шосе, 4)
- Ялтинський тролейбусний парк (Ялта, Південнобережне шосе, 25)
- Центральні тролейбусні ремонтні майстерні (Сімферополь, вул. Глінки, 69)
- Музей історії трамвая і тролейбуса (Сімферополь, вул. Київська, 78)

### Закрите чи продане
- Сімферопольський тролейбусний парк №2 (Сімферополь, вул. Глінки, 69)
- Пансіонат «Магнолія» (Алушта, вул. Червоноармійська, 66) – проданий у 2004 році за 2 600 000 ₴ компанії «Пан Укрейн» (Київ)[26][27]
- Майно в Сімферополі по вул. Гаспринського/Тургенєва, 7/11 – продано фірмі «Консоль ЛТД» у 2007 році[28].

## Керівництво
- Македонов Едуард Іванович (1992—2003)[29][неавторитетне джерело]
- Кащавцев Петро Володимирович (вересень 2005 – березень 2009)[30]
- Смирнов Геннадій (березень – травень 2009)[31]
- Космачевський Юрій Іванович (травень 2009 – серпень 2010)[32]
- Ванханен Іван Вільямович (серпень – вересень 2010)[33]
- Нахлупін Віталій Германович (вересень – листопад 2010)[34][35]
- Заікін Валерій Павлович (січень 2011 – 10 березня 2014)[35][36][37]
- Єрнєв Сергій Валентинович (березень – вересень 2014)[38]
- Мордасов Володимир Вікторович (вересень 2014 – грудень 2015)[39]
- Швейкус Олександр Михайлович (січень – серпень 2016)[40]
- Попов Ростислав Миколайович (жовтень 2016 – жовтень 2017)[41][42]
- Прокоп'єв Ілля Олександрович (з грудня 2017)[43]